# Važiny
Važiny (in finlandese Vaaseni) è una cittadina della Russia europea nordoccidentale, situata nella oblast' di Leningrado (rajon Podporožskij).
Sorge nella parte nordorientale della oblast', nei pressi della confluenza del fiume Važinka nello Svir'.